# Sicana (planta)
Sicana es un género con seis especies de plantas con flores perteneciente a la familia Cucurbitaceae.
Es una planta herbácea grande, perenne de vides tropicales nativas de América del Sur, que se cultiva como planta ornamental y por sus dulces frutos. 
Con rápido crecimiento, puede alcanzar la carnosa vid más de 15 m de altura, la escalada la efectúa con adhesivos zarcillos.  Las grandes y redondas hojas lobuladas palmadas crecen hasta los 30 cm de ancho.
El fruto es grande, de hasta 60 cm de largo, con piel de color variable. Es dulce, aromático, de color amarillo-naranja y la carne de la fruta madura se come cruda o en conserva. La fruta inmadura se utiliza como un vegetal cocido.
Se cultiva ampliamente en las partes cálidas de América Latina.  

## Especies seleccionadas
- Sicana atropurpurea
- Sicana excisa
- Sicana fragrans
- Sicana odorifera
- Sicana sphaerica
- Sicana trinitensis